# 九龍巴士N270線
九龍巴士N270線是香港新界的一條已停辦的通宵巴士路線，往返沙田市中心及上水，途經大埔和粉嶺，方便在九龍巴士73線和九龍巴士73A線收車後及東鐵綫尾班車開出後提供由沙田或大埔往返北區的服務。

## 歷史
- 1999年2月14日：本線正式開辦，來往上水及沙田火車站，初時往上水方向繞經源禾路，並與九龍巴士N271線提供轉乘優惠，令北區居民不一定要乘搭「亡命」專線小巴返回北區。開辦當日同時引入「直達票」收費方式，但方式與N216/N293與N241/N237/N260/N269通宵網絡有所分別，乘客第一程車上車時繳付一次到達目的地的車資，然後取一張「直達票」於第二程車上車時投進錢箱內。
- 2001年3月18日：沙田區總站遷往沙田市中心巴士總站。
- 2001年12月17日：往沙田市中心方向繞經源禾路。
- 2003年1月31日：來回程均繞經大埔墟及太和，並增設由廣福往上水之分段收費。
- 2014年1月19日凌晨：與N76線一同取消服務，並合併為新路線N73，是2013年「北區區域性巴士路線重組」中最後一組實施的路線改動。[2]

配合北區「區域性巴士路線重組」，此路線原訂於2013年9月7日的第三階段與N76線合併為N73線，並改為往來落馬洲及大埔中心，但計劃暫時擱置，以便諮詢沙田區議會。
此線原決定將於2014年1月18日起與N76線一同取消服務，並合併為新路線「N73」。惟北區區議會就N73線的班次及落馬洲總站位置安排上仍有強烈意見，最終有關方面於1月14日晚上確定N73線如期投入服務，九巴亦已於沿線分站貼上宣傳單張及於翌日（2014年1月15日）發出相關新聞稿。

## 服務時間
- 上水開：0010-0545（19-20分鐘一班）
- 沙田市中心開：0010-0545（19-20分鐘一班）

## 行車路線
上水開經：龍運街，新運路，掃管埔路，百和路，華明路，雷鳴路，華明巴士總站，雷鳴路、偉明街、百和路、一鳴路、百和路、粉嶺公路、吐露港公路、大埔太和路、寶雅路、太和巴士總站、寶雅路、汀角路、大埔太和路、寶鄉橋、寶鄉街、廣福道、大埔公路—元洲仔段、吐露港公路、大埔公路—沙田段、源禾路、沙田鄉事會路及大埔公路—沙田段。
沙田市中心開經：沙田正街、橫壆街、源禾路、大埔公路－沙田段、吐露港公路、大埔公路—元洲仔段、廣福道、寶鄉街、寶鄉橋、大埔太和路、汀角路、寶雅路、大埔太和路、吐露港公路、粉嶺公路、百和路、一鳴路、百和路、華明路、雷鳴路、華明巴士總站、雷鳴路、偉明街、百和路、置福圍、百和路、掃管埔路及新運路。

### 車站一覽
| 上水開 | 上水開             | 上水開             | 沙田市中心開 | 沙田市中心開       | 沙田市中心開       |
| 車站   | 車站名稱           | 位置               | 車站         | 車站名稱           | 位置               |
| ------ | ------------------ | ------------------ | ------------ | ------------------ | ------------------ |
| 1      | 上水巴士總站       | 上水巴士總站       | 1            | 沙田市中心巴士總站 | 沙田市中心巴士總站 |
| 2      | 欣翠花園           | 百和路             | 2            | 好運中心           | 橫壆街             |
| 3      | 嘉盛苑             | 百和路             | 3            | 瀝源邨             | 源禾路             |
| 4      | 基新中學           | 百和路             | 4            | 禾輋邨             | 源禾路             |
| 5      | 粉嶺站             | 百和路             | 5            | 廣福邨             | 大埔公路—元洲仔段  |
| 6      | 景盛苑             | 百和路             | 6            | 廣福道             | 廣福道             |
| 7      | 華心邨             | 百和路             | 7            | 寶鄉橋             | 寶鄉街             |
| 8      | 和興村             | 華明路             | 8            | 太和廣場           | 寶雅路             |
| 9      | 華明邨             | 華明巴士總站       | 9            | 正覺蓮社學校       | 一鳴路             |
| 10     | 欣盛苑             | 百和路             | 10           | 景盛苑             | 百和路             |
| 11     | 牽晴間             | 一鳴路             | 11           | 華心邨             | 百和路             |
| 12     | 太和站             | 太和巴士總站       | 12           | 和興村             | 華明路             |
| 13     | 大埔政府合署       | 汀角路             | 13           | 華明邨             | 華明巴士總站       |
| 14     | 大埔舊墟公園       | 大埔太和路         | 14           | 欣盛苑             | 百和路             |
| 15     | 廣福道             | 廣福道             | 15           | 蓬瀛仙館           | 百和路             |
| 16     | 廣福邨             | 大埔公路—元洲仔段  | 16           | 基新中學           | 百和路             |
| 17     | 禾輋邨             | 源禾路             | 17           | 置福圍             | 置福圍             |
| 18     | 瀝源邨             | 源禾路             | 18           | 嘉盛苑             | 百和路             |
| 19     | 沙田市中心巴士總站 | 沙田市中心巴士總站 | 19           | 華慧園             | 百和路             |
|        |                    |                    | 20           | 上水站             | 新運路             |
| 21     | 上水巴士總站       | 上水巴士總站       |              |                    |                    |

## 收費
全程：$11.5
- 廣福邨往上水：$9.2

### N270及N271轉乘服務
- 上水往來紅磡鐵路站／富亨：$19.2
  - 八達通轉乘：乘客須於第一程及第二程上車時拍卡一次，毋須索取或投下轉車票。
  - 現金轉乘：在第一程上車時須付轉車車費及索取直達票，乘搭第二程車時只須投下直達票。

## 外部連結
- 九巴N270線官方網站路線資料